# Illes Ogasawara
Les illes Ogasawara (en japonès: 小笠原諸島, Ogasawara Shotō) són un arxipèlag situat a l'oceà Pacífic format per 41 illes. Estan situades al llarg de la fossa Izu-Ogasawara, al sud de l'illa de Honshū. L'illa més propera se situa a poc menys de 1.000 km, mentre que la més llunyana (Minami Torishima) està a més de 1.800 km. L'extensió total és de prop de 80 km² i la població no arriba als 3.000 habitants, repartits entre tan sols dos illes habitades dins del Grup Ogasawara: Chichi Jima i Haha Jima, a banda del personal militar a Iwo Jima. De la mateixa manera que les Illes Izu, administrativament formen part de Tòquio, al Japó.

## Geografia
Segons la Guardia Costera del Japó, les illes Ogasawara estan formades per quatre grups d'arxipèlags o illes:
- Grup Ogasawara (小笠原群島, Ogasawara Guntō), també conegudes com a illes Bonin.
  - Grup Muko Jima (聟島列島, Muko-jima Rettō).
  - Grup Chichi Jima (父島列島, Chichi-jima Rettō).
  - Grup Haha Jima (母島列島, Haha-jima Rettō).
- Illes Volcano (火山列島, Kazan Rettō).
  - Nishino Shima (西之島).
  - Kita Iwo Jima (北硫黄島).
  - Iwo Jima (硫黄島).
  - Minami Iwo Jima (南硫黄島).
- Okinotorishima (沖ノ鳥島).

- Minami Torishima (南鳥島).